# Sam Soverel
Sam W. Soverel (* 3. August 1990 in West Palm Beach, Florida) ist ein professioneller US-amerikanischer Pokerspieler.
Soverel hat sich mit Poker bei Live-Turnieren mehr als 22 Millionen US-Dollar erspielt. Er ist zweifacher Braceletgewinner der World Series of Poker und gewann 2019 die British Poker Championship sowie das Poker Masters Purple Jacket™. Darüber hinaus ist er mit 22 Turniersiegen Rekordgewinner im Aria Resort & Casino am Las Vegas Strip.

## Persönliches
Soverel wuchs in West Palm Beach im US-Bundesstaat Florida auf. Als Jugendlicher spielte er Schach und das Echtzeit-Strategiespiel StarCraft. Später studierte er Wirtschaftswissenschaften an der University of Florida in Gainesville, brach das Studium jedoch aufgrund seiner Pokerkarriere nach etwas mehr als einem Jahr ab. Seit 2012 lebt Soverel in Las Vegas.

## Pokerkarriere

### Werdegang
Seine erste Geldplatzierung bei einem Live-Pokerturnier erzielte Soverel im Oktober 2011 bei der Heartland Poker Tour in Daytona Beach. Mitte November 2011 wurde der Amerikaner beim Main Event der World Poker Tour (WPT) in Orange Park Zweiter und erhielt knapp 200.000 US-Dollar Preisgeld. Im Juli 2012 war er erstmals bei der World Series of Poker (WSOP) im Rio All-Suite Hotel and Casino am Las Vegas Strip erfolgreich und belegte im Main Event den 81. Platz für rund 80.000 US-Dollar. Mitte Oktober 2014 gewann Soverel das vierte Aria Super High Roller im Aria Resort & Casino am Las Vegas Strip mit einer Siegprämie von knapp 500.000 US-Dollar. An gleicher Stelle siegte er im Januar 2016 beim Aria High Roller 23 für über 300.000 US-Dollar. Anfang März 2016 saß der Amerikaner am Finaltisch des WPT L.A Poker Classic in Los Angeles und landete auf dem vierten Platz für mehr als 300.000 US-Dollar. Bei der WSOP 2016 gewann er ein Turnier der Variante Pot Limit Omaha und sicherte sich damit ein Bracelet sowie knapp 200.000 US-Dollar Siegprämie. Ende Oktober 2016 siegte Soverel zum dritten Mal bei einem Event im Aria Resort & Casino und erhielt für seinen Erfolg beim Aria Super High Roller 12 sein bisher höchstes Preisgeld von über einer Million US-Dollar. Mittlerweile hat er 22 Siege bei Turnieren im Aria Casino aufzuweisen und ist damit Rekordsieger. Bei der WSOP 2019 belegte er beim 50.000 US-Dollar teuren High-Roller-Event den dritten Platz und erhielt mehr als 640.000 US-Dollar. Beim Final Fifty der Serie erreichte er ebenfalls den Finaltisch und wurde Zweiter für knapp eine Million US-Dollar Preisgeld. Im September 2019 erzielte der Amerikaner bei den British Poker Open in London fünf Geldplatzierungen. Er gewann u. a. das fünfte und achte Event und sicherte sich Preisgelder von knapp einer Million US-Dollar. Damit sammelte er über die insgesamt zehn Turniere hinweg die meisten Turnierpunkte aller Spieler und gewann dadurch die British Poker Championship. Im November 2019 entschied Soverel das siebte und zehnte Event der Poker Masters für sich. Insgesamte platzierte er sich bei der Turnierserie siebenmal in den Geldrängen und erspielte sich dadurch Preisgelder von rund 1,4 Millionen US-Dollar. Damit sammelte er so viele Turnierpunkte wie kein anderer Spieler und erhielt das Poker Masters Purple Jacket™ sowie eine zusätzliche Prämie von 100.000 US-Dollar. Im Juni 2021 erzielte der Amerikaner bei den US Poker Open im Aria vier Geldplatzierungen und sicherte sich Preisgelder von über 380.000 US-Dollar. Auch beim PokerGO Cup, der einen Monat später an gleicher Stelle gespielt wurde, kam er viermal in die Geldränge und erhielt insbesondere aufgrund seines zweiten Platzes beim Main Event Preisgelder von über 800.000 US-Dollar. Bei der WSOP 2021 belegte Soverel beim 100.000 US-Dollar teuren High Roller den mit rund 830.000 US-Dollar dotierten dritten Platz. Bei der WSOP 2022, die erstmals im Bally’s Las Vegas und Paris Las Vegas ausgespielt wurde, wurde er beim Super High Roller mit einem Buy-in von 250.000 US-Dollar Fünfter und sicherte sich rund eine Million US-Dollar. Bei der WSOP 2023 erspielte sich der Amerikaner bei der High Roller Championship, die zunächst online bei WSOP.com und mit den letzten sechs Spielern live ausgetragen wurde, sein zweites Bracelet und knapp 400.000 US-Dollar.

### Preisgeldübersicht
| Jahr   | Preisgeld (in $) | Turniersiege |
| ------ | ---------------- | ------------ |
| 2011   | 194.368          | 0            |
| 2012   | 88.070           | 0            |
| 2013   | 16.962           | 0            |
| 2014   | 480.200          | 1            |
| 2015   | 260.533          | 0            |
| 2016   | 2.588.456        | 3            |
| 2017   | 1.042.331        | 0            |
| 2018   | 2.986.861        | 9            |
| 2019   | 5.836.203        | 8            |
| 2020   | 381.493          | 2            |
| 2021   | 3.697.009        | 3            |
| 2022   | 2.266.867        | 1            |
| 2023   | 2.240.592        | 2            |
| gesamt | 22.079.945       | 29           |

### Braceletübersicht
Soverel kam bei der WSOP 22-mal ins Geld und gewann zwei Bracelets:
| Jahr | Buy-in (in $) | Turnier                                            | Teilnehmer | Preisgeld (in $) |
| ---- | ------------- | -------------------------------------------------- | ---------- | ---------------- |
| 2016 | 1000          | Pot-Limit Omaha                                    | 1106       | 185.317          |
| 2023 | 5300          | WSOP.com No-Limit Hold’em High Roller Championship | 0408       | 393.516          |